# Pica vermella del Turquestan
Ochotona rutila és una espècie de pica de la família dels ocotònids que viu al Kazakhstan, Kirguizstan, Tadjikistan, Uzbekistan i, possiblement també, a l'Afganistan i la Xina.